# Bård Eithun
Bård Guldvik Eithun (ur. 21 kwietnia 1974), znany również jako Faust – norweski perkusista, wokalista i autor tekstów. Bård Eithun znany jest przede wszystkim z występów w blackmetalowej formacji Emperor, której był członkiem w latach 1992–1994 i 2013–2014. Wcześniej występował w zespole Stigma Diabolicum następnie przekształconym w Thorns. 
21 sierpnia 1992 roku w Lillehammer Eithun zamordował homoseksualistę Magne Andreassena. Muzyk wyrokiem sądu został skazany na czternaście lat więzienia. Jednakże został zwolniony w 2003 roku po odbyciu dziewięciu lat wymierzonej kary.
Po opuszczeniu więzienia związał się z zespołami Scum, Blood Tsunami, Aborym oraz Mongo Ninja. Współpracował także z takimi grupami jak: Death Fuck, Decomposed Cunt, Hesperus Dimension, Impostor oraz projektem Rogera Rasmussena - Nattefrost. Muzyk wystąpił ponadto gościnnie, w tym jako autor tekstów na płytach takich zespołów jak: Cadaver Inc, Sigh, The Wretched End, Zyklon, Zyklon-B, Sirius oraz Ulver. Poza działalnością artystyczną Eithun pracował w sklepie muzycznym Helvete (nor. piekło) w Oslo, który należał do Øysteina „Euronymousa” Aarsetha.

## Dyskografia
- Stigma Diabolicum - Lacus De Luna - Rehearsal 1990 (demo, 1990, wydanie własne)
- Stigma Diabolicum - Live in Stjørdal (demo, 1990, wydanie własne)
- Thorns - The Thule Tape - Rehearsal (demo, 1992, wydanie własne)
- Emperor - Emperor (EP, 1993, Candlelight Records)
- Emperor - Emperor/Hordanes Land (split z Enslaved, 1993, Candlelight Records)
- Emperor - In the Nightside Eclipse (1994, Candlelight Records)
- Emperor - As the Shadows Rise (EP, 1994, Candlelight Records)
- Zyklon-B - Blood Must Be Shed (EP, 1995, Malicious Records, słowa)
- Ulver - Perdition City (2000, Jester Records, gościnnie)
- Zyklon - World ov Worms (2001, Candlelight Records, słowa)
- Cadaver Inc - Discipline (2001, Earache Records, gościnnie)
- Sigh - Imaginary Sonicscape (2001, Century Media Records, słowa)
- Sirius - Spectral Transition - Dimension Sirius (2001, Nocturnal Art Productions, gościnnie)
- Aborym - With No Human Intervention (2003, Code666 Records, gościnnie)
- Zyklon - Aeon (2003, Candlelight Records, słowa)
- Scum - Gospels for the Sick (2005, DogJob)
- Zyklon - Disintegrate (2006, Candlelight Records, słowa)
- Aborym - Generator (2006, Season of Mist)
- Blood Tsunami - Thrash Metal (2007, Nocturnal Art Productions)
- Hesperus Dimension - The Cyclothymic Panopticon (EP, 2008, Sérpéné Héli)
- Mongo Ninja - ... And the Wrist is History (2009, Indie Recordings)
- Blood Tsunami - Grand Feast for Vultures (2009, Candlelight Records)
- Nattefrost - Engangsgrill (2009, Indie Recordings, gościnnie)
- Mongo Ninja - No Cunt for Old Men (2010, Indie Recordings)
- Aborym - Psychogrotesque (2010, Season of Mist)
- Mongo Ninja - Nocturnal Neanderthals (2010, Indie Recordings)
- The Wretched End - Ominous (2010, Nocturnal Art Productions, słowa)

## Filmografia
- Until the Light Takes Us (2009, film dokumentalny, reżyseria: Aaron Aites, Audrey Ewell)